# Gabriel Márquez
Gabriel Márquez Trejo (Pachuca de Soto; 12 de febrero de 1956) es un exfutbolista mexicano que jugaba como defensa.

## Trayectoria
Comenzó su carrera con el Monterrey en 1976, para el que jugó durante seis años antes de pasar a los clubes de Guadalajara y Jalisco, donde finalizó su carrera en 1988.

## Selección nacional
Formó parte de la selección amateur mexicana en los Juegos Olímpicos de Montreal 1976, jugando los tres partidos de la fase de grupos.

### Participaciones en Juegos Olímpicos
| Torneo                   | Sede     | Resultado    |
| ------------------------ | -------- | ------------ |
| Juegos Olímpicos de 1976 | Montreal | Primera fase |

## Clubes
| Club             | País   | Año       |
| ---------------- | ------ | --------- |
| C.F. Monterrey   | México | 1976-1982 |
| C.D. Guadalajara | México | 1982-1986 |
| C.S.D. Jalisco   | México | 1986-1988 |

## Palmarés

### Títulos internacionales
| Título                        | Equipo         | País   | Año  |
| ----------------------------- | -------------- | ------ | ---- |
| Torneo Juvenil de la Concacaf | México sub-20  | México | 1973 |
| Juegos Panamericanos          | México amateur | México | 1975 |
| Preolímpico de Concacaf       | México amateur | Varias | 1976 |